# LXLE Linux
LXLE Linux fue una distribución Linux basada en la versión más reciente LTS de Ubuntu / Lubuntu y que emplea el entorno de escritorio LXDE. Es una distro ligera enfocada en la estética visual  que funciona bien en tanto equipos antiguos como nuevos.

## Recepción
En una reseña de enero de 2014 de la revista Full Circle, Gabriele Tettamanzi señaló que LXLE tiene algunos problemas menores de localización, pero por otro lado, lo describió como "un escritorio ligero y rápido, rico en software y estable ".

## Instalación y Uso Live
Se puede emplear GdiskDump, DD, PenDriveLinux o PLoP.

## Historial de lanzamientos
| Versión antigua | Antigua versión, soportada | Versión actual | Última versión prevista | Lanzamiento futuro |

| Versión     | Fecha de Lanzamiento | Comentarios |
| ----------- | -------------------- | ----------- |
| 12.04.3     | 2013-08-19           |             |
| 12.04.4     | 2014-02-09           |             |
| 14.04       | 2014-06-14           |             |
| 14.04.1     | 2014-10-23           |             |
| 12.04.5     | 2015-04-05           |             |
| 14.04.2     | 2015-04-05           |             |
| 14.04.3     | 2015-08-31           |             |
| 14.04.4     | 2016-03-26           |             |
| 16.04.1 LTS | 2016-07-29           |             |
| 16.04.2 LTS | 2017-04-07           |             |
| 18.04.3 LTS | 2019-09-09           |             |
| Focal       | 2022-05-27           |             |